# Ampere (microarchitecture)
Pour les articles homonymes, voir Ampere.
Ampere est une microarchitecture de processeur graphique développée par Nvidia pour ses cartes graphiques. Elle succède à la microarchitecture Turing et est sortie en mai 2020.

## Caractéristiques
Les améliorations architecturales de l'architecture Ampere comprennent :
- CUDA Compute Capability 8.0 pour le A100 et 8.6 pour les cartes GeForce 30 series[1] ;
- Procédé 7 nm FinFET de TSMC pour le A100 ;
- Version customisée du procédé 8 nm (8N) de Samsung pour les GeForce 30 series[2] ;
- Troisième génération de cœurs Tensor supportant le FP16, le bfloat16 (en), le TensorFloat-32 (TF32) et le FP64, ainsi que l'accélération du traitement des matrices creuses[3]. Les cœurs Tensor ont, avec 256 opérations FMA FP16 par cycle, 4 fois la puissance de calcul (seulement sur le GA100, 2 fois sur les GA10x) des générations précédentes de cœurs Tensor ; le nombre de cœurs Tensor est de quatre par SM (Streaming Multiprocessor) ;
- Les puces GA10x abritent dans chaque SM, 4 blocs SIMD16 à double voie (FP32 et/ou INT32, 4 autres SIMD16 à voie unique (INT32), 4 blocs SIMD4 pour opérations spéciales (SFU, et 1 ALU unique FP64 partagé par les 4 clusters. Pour la GA100, l'agencement reste identique à la génération précédente (Volta/Turing).
- Deuxième génération de cœurs ray tracing ; ray tracing concurrent, ombrage et compute sur les cartes GeForce 30 ;
- Mémoire HBM2 sur les A100 40 GB & A100 80 GB ;
- Mémoire GDDR6X sur les cartes GeForce RTX 3090, RTX 3080 Ti, RTX 3080, RTX 3070 Ti ;
- NVLink 3.0 avec un débit de 50 Gbit/s par paire[3] ;
- PCI Express 4.0 avec support de SR-IOV (en) (uniquement sur le A100)
- Virtualisation Multi-instance GPU (MIG) avec possibilité de partitionnement du GPU supportant jusqu'à sept instances sur le A100 ;
- Décodage vidéo hardware PureVideo (en) comprenant l'ensemble de caractéristiques K et le décodage hardware de AV1[4] pour les cartes GeForce 30 series et l'ensemble de caractéristiques J pour le A100 ;
- 5 décodeurs vidéo NVDEC (en) pour le A100 ;
- Nouveau décodeur JPEG hardware à 5 cœurs (NVJPG) avec YUV420, YUV422, YUV444, YUV400, RGBA. Il ne doit pas être confondu avec le NVJPEG de Nvidia (bibliothèque accélérée par GPU pour le codage/décodage JPEG).

### Puces
- GA100[5]
- GA102
- GA103
- GA104
- GA106
- GA107

| Puce                             | GA100         | GA102         | GA103         | GA104         | GA106         | GA107         | GA10B         | GA10F         |
| -------------------------------- | ------------- | ------------- | ------------- | ------------- | ------------- | ------------- | ------------- | ------------- |
| Taille de puce (mm2)             | 826           | 628           | 496           | 392           | 276           | 200           | ?             | ?             |
| Nb. transistors (milliards)      | 54.2          | 28.3          | 22            | 17.4          | 12            | 8.7           | ?             | ?             |
| Densité de transistors (MTr/mm2) | 65,6          | 45,1          | 44,4          | 44,4          | 43,5          | 43,5          | ?             | ?             |
| Nb. Graphics processing clusters | 8             | 7             | 6             | 6             | 3             | 2             | 2             | 1             |
| Nb. Streaming multiprocessors    | 128           | 84            | 60            | 48            | 30            | 20            | 16            | 12            |
| Nb. cœurs CUDA                   | 12288         | 10752         | 7680          | 6144          | 3480          | 2560          | 2048          | 1536          |
| Nb. TMU                          | 512           | 336           | 240           | 192           | 120           | 80            | 64            | 48            |
| Nb. ROP                          | 192           | 112           | 96            | 96            | 48            | 32            | 32            | 16            |
| Nb. cœurs tenseur                | 512           | 336           | 240           | 192           | 120           | 80            | 64            | 48            |
| cœurs RT                         | N/A           | 84            | 60            | 48            | 30            | 20            | 8             | 12            |
| Cache L1                         | 24 Mo         | 10.5 Mo       | 7.5 Mo        | 6 Mo          | 3 Mo          | 2.5 Mo        | 3 Mo          | 1.5 Mo        |
| Cache L1                         | 192 ko par SM | 128 ko par SM | 128 ko par SM | 128 ko par SM | 128 ko par SM | 128 ko par SM | 192 ko par SM | 128 ko par SM |
| Cache L2 (Mo)                    | 40            | 6             | 4             | 4             | 3             | 2             | 4             | ?             |

### Comparaison des capacités de calcul: GP100 vs GV100 vs GA100
| GPU                                 | NVIDIA Tesla P100 | NVIDIA Tesla V100          | NVIDIA A100                 |
| ----------------------------------- | ----------------- | -------------------------- | --------------------------- |
| Code du GPU                         | GP100             | GV100                      | GA100                       |
| Architecture GPU                    | NVIDIA Pascal     | NVIDIA Volta               | NVIDIA Ampere               |
| Compute capability                  | 6.0               | 7.0                        | 8.0                         |
| Threads / warp                      | 32                | 32                         | 32                          |
| Max warps / SM                      | 64                | 64                         | 64                          |
| Max threads / SM                    | 2048              | 2048                       | 2048                        |
| Max thread blocks / SM              | 32                | 32                         | 32                          |
| Max 32-bit registers / SM           | 65536             | 65536                      | 65536                       |
| Max registers / block               | 65536             | 65536                      | 65536                       |
| Max registers / thread              | 255               | 255                        | 255                         |
| Max thread block size               | 1024              | 1024                       | 1024                        |
| FP32 cores / SM                     | 64                | 64                         | 64                          |
| Ratio of SM registers to FP32 cores | 1024              | 1024                       | 1024                        |
| Taille de la mémoire partagée / SM  | 64 KB             | Configurable jusqu'à 96 KB | Configurable jusqu'à 164 KB |

### Tableau de comparaison des formats numériques supportés
|                 | Formats supportés par les cœurs CUDA | Formats supportés par les cœurs CUDA | Formats supportés par les cœurs CUDA | Formats supportés par les cœurs CUDA | Formats supportés par les cœurs CUDA | Formats supportés par les cœurs CUDA | Formats supportés par les cœurs CUDA | Formats supportés par les cœurs CUDA | Formats supportés par les cœurs Tensor | Formats supportés par les cœurs Tensor | Formats supportés par les cœurs Tensor | Formats supportés par les cœurs Tensor | Formats supportés par les cœurs Tensor | Formats supportés par les cœurs Tensor | Formats supportés par les cœurs Tensor | Formats supportés par les cœurs Tensor |
| FP16            | FP32                                 | FP64                                 | INT1                                 | INT4                                 | INT8                                 | TF32                                 | BF16                                 | FP16                                 | FP32                                   | FP64                                   | INT1                                   | INT4                                   | INT8                                   | TF32                                   | BF16                                   |                                        |
| NVIDIA Tesla P4 | Non                                  | Oui                                  | Oui                                  | Non                                  | Non                                  | Oui                                  | Non                                  | Non                                  | Non                                    | Non                                    | Non                                    | Non                                    | Non                                    | Non                                    | Non                                    | Non                                    |
| NVIDIA P100     | Oui                                  | Oui                                  | Oui                                  | Non                                  | Non                                  | Non                                  | Non                                  | Non                                  | Non                                    | Non                                    | Non                                    | Non                                    | Non                                    | Non                                    | Non                                    | Non                                    |
| NVIDIA Volta    | Oui                                  | Oui                                  | Oui                                  | Non                                  | Non                                  | Oui                                  | Non                                  | Non                                  | Oui                                    | Non                                    | Non                                    | Non                                    | Non                                    | Non                                    | Non                                    | Non                                    |
| NVIDIA Turing   | Oui                                  | Oui                                  | Oui                                  | Non                                  | Non                                  | Non                                  | Non                                  | Non                                  | Oui                                    | Non                                    | Non                                    | Oui                                    | Oui                                    | Oui                                    | Non                                    | Non                                    |
| NVIDIA A100     | Oui                                  | Oui                                  | Oui                                  | Non                                  | Non                                  | Oui                                  | Non                                  | Oui                                  | Oui                                    | Non                                    | Oui                                    | Oui                                    | Oui                                    | Oui                                    | Oui                                    | Oui                                    |

Légende :
- FPnn : virgule flottante avec nn bits
- INTn : entier avec n bits
- INT1 : binaire
- TF32 : TensorFloat32
- BF16 : bfloat16

### Comparaison des performances en décodage vidéo
| Flux concurrents | Décodage H.264 (1080p30) | Décodage H.265 (HEVC) (1080p30) | Décodage VP9 (1080p30) |
| V100             | 16                       | 22                              | 22                     |
| A100             | 75                       | 157                             | 108                    |